# Charlowka (Fluss)
Die Charlowka (russisch Харловка) ist ein 85 km langer Fluss im Norden der Halbinsel Kola in der Oblast Murmansk in Russland.
Der Fluss entspringt in sumpfiger Landschaft 30 km nördlich des Sees Jefimosero (Ефимозеро), durchfließt in östlicher Richtung mehrere Seen, darunter die Seen Ljawosero (⊙) und  Wuntasjawr (⊙).
Im Anschluss nimmt er den rechten Nebenfluss Nekju (Некъю) auf und wendet sich abrupt nach Norden und mündet nach weiteren 36 km gegenüber der Insel Barkas (Баркас) beim gleichnamigen Ort in die Barentssee. Sein Einzugsgebiet umfasst 2000 km², sein mittlerer Abfluss an der Mündung beträgt 32,4 m³/s.
Die Charlowka ist touristisch für Angler erschlossen. Es werden atlantischer Lachs und Meerforelle gefangen.